# Antti Sumiala
Antti Sumiala (Pori, 20 febbraio 1974) è un ex calciatore finlandese, di ruolo attaccante.

## Carriera

### Nazionale
Sumiala conta 38 presenze e 9 reti per la Finlandia.

## Palmarès

### Club
- Campionato finlandese: 1

Jazz: 1993
- Coppa del Liechtenstein: 1

Vaduz: 2004-2005

### Individuali
- Capocannoniere della Veikkausliiga: 1

1993 (20 reti)